# Adissan
Adissan település Franciaországban, Hérault megyében. Lakosainak száma 1347 fő (2022. január 1.). Adissan Aspiran, Fontès, Nizas és Paulhan községekkel határos.

## Népesség
A település népességének változása:
| Lakosok száma | 733  | 720  | 706  | 874  | 1067 | 1154 | 1212 | 1259 | 1303 | 1347 |
|               | 1968 | 1982 | 1990 | 2006 | 2013 | 2015 | 2017 | 2019 | 2020 | 2022 |